# Annika Strandhäll
Annika Strandhäll, née le 30 avril 1975 à Göteborg (Suède), est une syndicaliste et femme politique suédoise. Membre des Sociaux-démocrates (SAP), elle est ministre de la Sécurité sociale puis des Affaires sociales au sein du gouvernement Löfven de 2014 à 2019.
Entre le 30 novembre 2021 et 18 octobre 2022, elle est ministre de l'Environnement et du Climat au sein du gouvernement Andersson.